# 猪狩八郎
猪狩 八郎（いかり はちろう、1846年（弘化3年7月） - 1905年（明治38年）8月23日）は、日本の政治家、衆議院議員（1期）。

## 経歴
陸奥国江刺郡片岡村（のち岩手県江刺郡岩谷堂町、江刺町、江刺市を経て現・奥州市）生まれ。農業を営む。片岡村戸長、胆沢江刺郡書記、西根三ヶ尻村戸長を経て、1889年の町村制施行による岩谷堂町発足により、初代町長に就任し、1897年まで務めた。
1898年3月の第5回衆議院議員総選挙において岩手4区から進歩党公認で立候補して当選した。衆議院議員を1期務め、同年8月の第6回衆議院議員総選挙では憲政本党から立候補したが落選した。1899年から再び岩谷堂町長に就任。1905年8月に退任し、間もなく死去した。